# Riverwood
Riverwood és una població dels Estats Units a l'estat de Kentucky. Segons el cens del 2000 tenia 469 habitants.

## Demografia
Segons el cens del 2000, Riverwood tenia 469 habitants, 177 habitatges, i 149 famílies. La densitat de població era de 862,3 habitants/km².
Dels 177 habitatges en un 38,4% hi vivien nens de menys de 18 anys, en un 80,2% hi vivien parelles casades, en un 4% dones solteres, i en un 15,3% no eren unitats familiars. En el 14,7% dels habitatges hi vivien persones soles el 6,8% de les quals corresponia a persones de 65 anys o més que vivien soles. El nombre mitjà de persones vivint en cada habitatge era de 2,65 i el nombre mitjà de persones que vivien en cada família era de 2,92.
Per edats la població es repartia de la següent manera: un 26,4% tenia menys de 18 anys, un 3,8% entre 18 i 24, un 20,3% entre 25 i 44, un 32,4% de 45 a 60 i un 17,1% 65 anys o més.
L'edat mediana era de 45 anys. Per cada 100 dones de 18 o més anys hi havia 94,9 homes.
La renda mediana per habitatge era de 107.552 $ i la renda mediana per família de 114.493 $. Els homes tenien una renda mediana de 83.493 $ mentre que les dones 48.750 $. La renda per capita de la població era de 53.783 $. Entorn de l'1,3% de les famílies i l'1,8% de la població estaven per davall del llindar de pobresa.

## Poblacions més properes
El següent diagrama mostra les poblacions més properes.